# Louis Henri Fontane

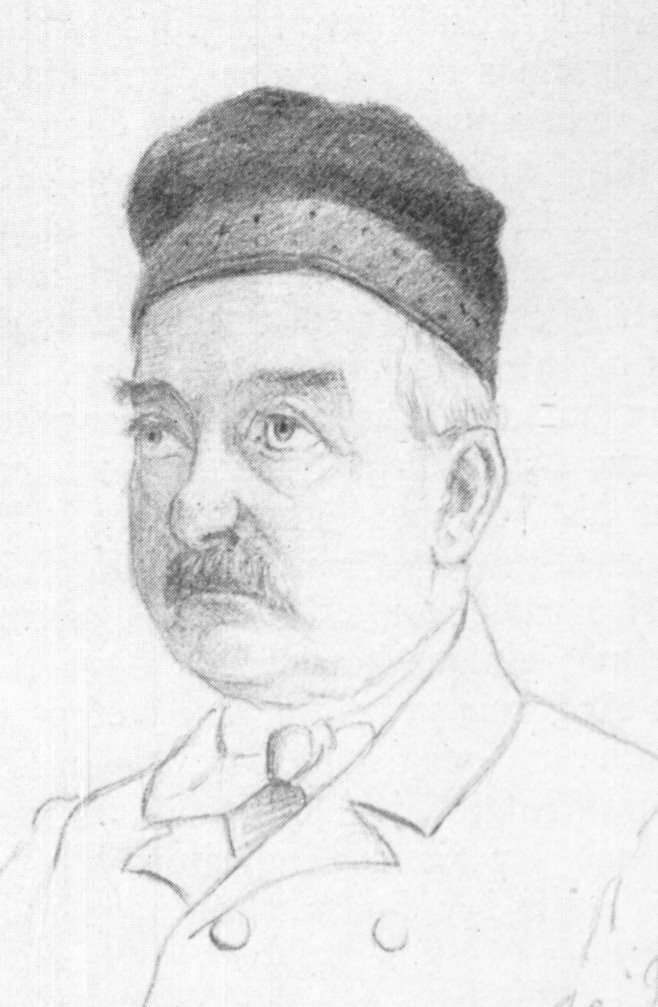
Louis Henri Fontane, Zeichnung von Hellmuth Raetzer

Louis Henri Fontane (* 24. März 1796 in Berlin; † 5. Oktober 1867 in Schiffmühle) war ein deutscher Apotheker und Vater des Schriftstellers Heinrich Theodor Fontane.

## Leben
Sein Vater war der Maler und Musiklehrer Pierre Barthélemy Fontane, später Kabinettssekretär von Königin Luise von Preußen. Nach der Flucht des Königshofes nach Königsberg wegen der Niederlage bei der Schlacht bei Jena und Auerstedt 1806 wurde Pierre Barthélemy Fontane Kastellan von Schloss Schönhausen.
Louis Henri Fontane besuchte drei Jahre lang, wahrscheinlich bis zum Herbst 1809, das Gymnasium zum Grauen Kloster in Berlin; danach trat er als Lehrling in die Elefanten-Apotheke ein, die sich am oberen Ende der Leipziger Straße befand. In dieser Apotheke beendete er seine Lehrzeit im Frühjahr 1813 vorzeitig, da er sich freiwillig zum Militär für den Krieg gegen Frankreich meldete. Anfang April 1813 verließ er mit anderen Freiwilligen unter der Führung des Kapitäns Ernst von Kesteloot Berlin; die Truppe nahm Teil an der Schlacht bei Großgörschen am 2. Mai 1813. Louis Henri wurde bei dieser Schlacht von einer Kugel getroffen, die jedoch in seiner Brieftasche steckenblieb.

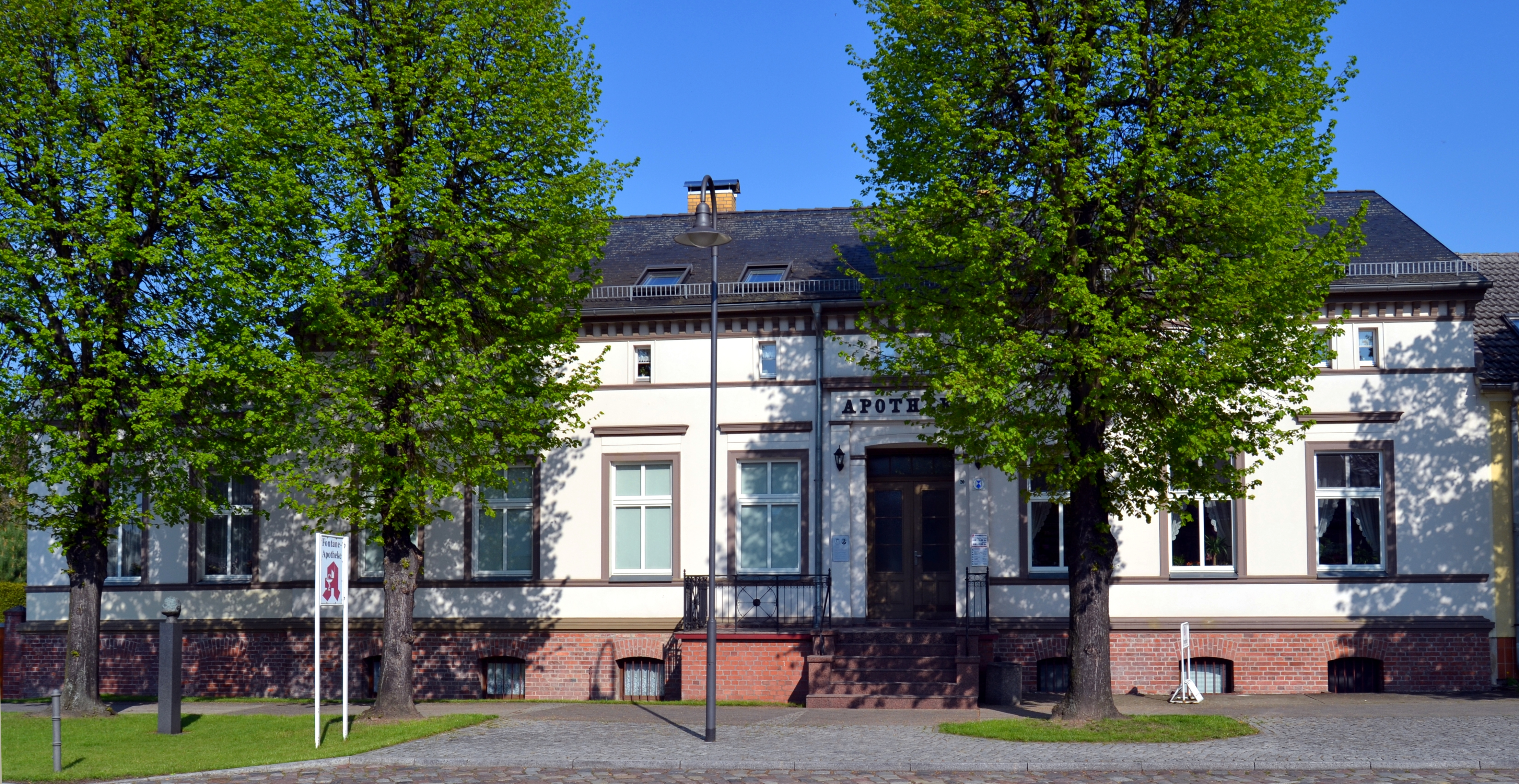
Die Apotheke Fontanes in Letschin, heute „Fontane-Apotheke“

Sechs Jahre später, am 24. März 1819, heiratete er seine Verlobte Emilie Labry. Schon am 30. Dezember des gleichen Jahres wurde ihr erstes Kind Henri Théodore Fontane, bekannt unter dem Namen Theodor Fontane, in Neuruppin geboren.

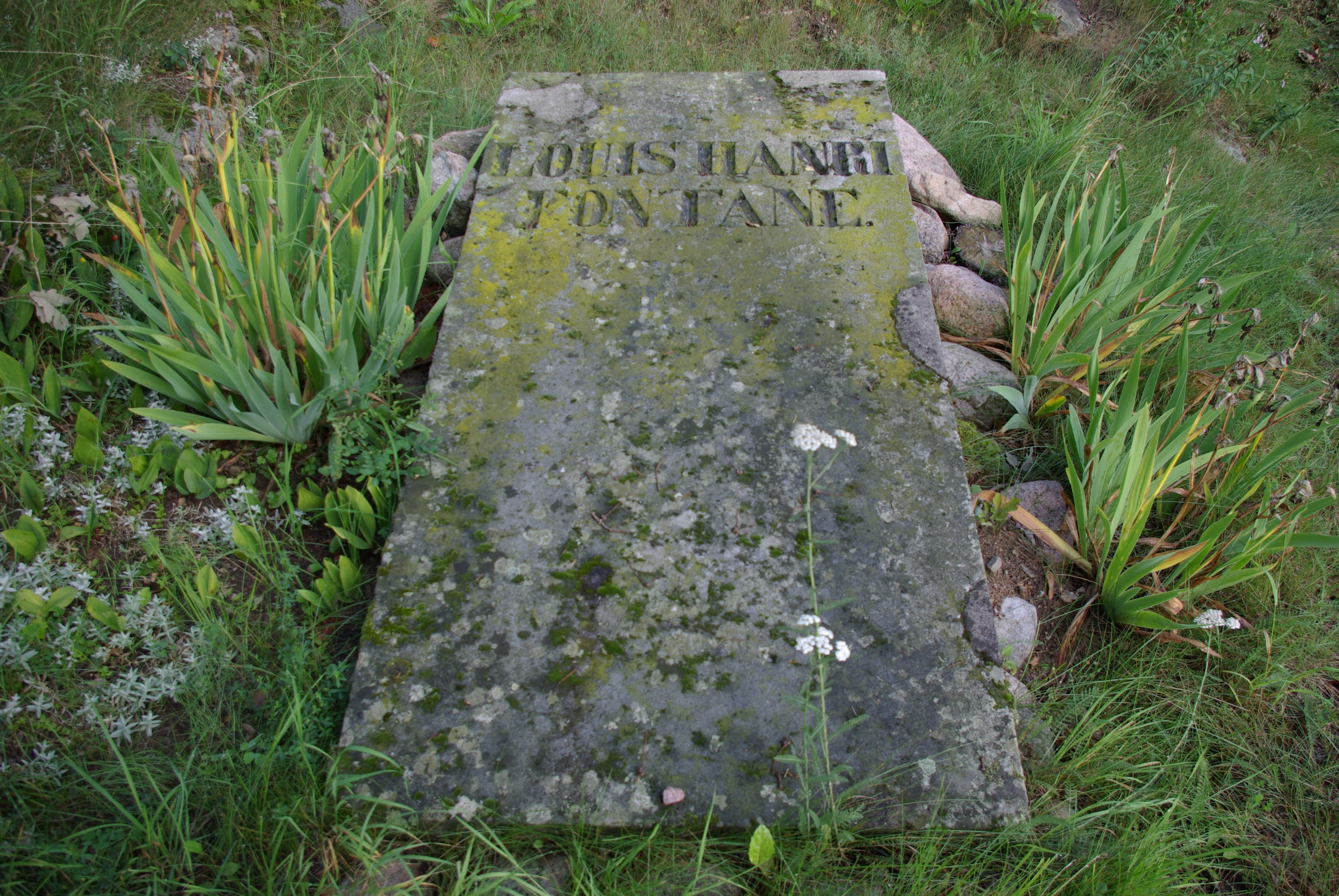
Das Grab von Louis Henri Fontane in Neutornow, Bad Freienwalde (Oder)

Zur Begleichung von Spielschulden musste Louis Henri Fontane 1826 das Fontane-Geburtshaus in Neuruppin mit der Löwen-Apotheke verkaufen, kurz darauf zog die Familie 1827 nach Swinemünde. Ab 1838 betrieb Fontane eine Apotheke in Letschin im Oderbruch, wo sein Sohn Teile seiner Apothekerausbildung absolvierte und später auch während zahlreicher Aufenthalte schriftstellerisch tätig war. Die Novelle Unterm Birnbaum handelt in Letschin.
Sein Grab befindet sich bei der Kirche in Neutornow, einem Ortsteil von Bad Freienwalde (Oder), wo er, getrennt von seiner Frau, seinen Lebensabend verbracht hatte.